# Egy magányos tinédzser
Az Egy magányos tinédzser (eredeti cím: The Edge of Seventeen) 2016-os dramedy, amelyet Kelly Fremon Craig rendezett. Ez Craig első filmrendezése. A főszerepben Hailee Steinfeld, Woody Harrelson, Kyra Sedgwick és Haley Lu Richardson látható.
A film 2016. szeptember 16-án mutatkozott be a 2016-os Torontói Nemzetközi Filmfesztiválon. A mozikban 2016. november 18-án jelent meg.

## Rövid történet
A gimnáziumi élet még elviselhetetlenebbé válik Nadine számára, amikor legjobb barátnője, Krista randizni kezd a bátyjával.

## Cselekmény
Nadine Franklin 17 éves, tizenegyedikes gimnazista, és Portland egyik külvárosában él. A népszerű és vonzó focista bátyjával, Dariannal és édesanyjával, Monával való nehéz kapcsolata miatt csak apja, Tom van neki. Amikor a férfi szívrohamban meghal, a lánynak a legjobb barátnője, Krista marad az egyetlen gondviselője.
Egy nap Darian medencés bulit szervez a házban, miközben Nadine és Krista az emeleten berúgnak. Miután Nadine elalszik, Krista és Darian közelebb kerülnek egymáshoz. Amikor Nadine másnap reggel mindkettőjüket Darian ágyában találja, a barátságuk zátonyra fut. Nadine ezután Erwin Kim nevű osztálytársához fordul, aki nagyon jó tanuló és filmőrült, bár valójában a valamivel idősebb diákhoz, Nick Mossmanhoz vonzódik, aki már ült a fiatalkorúak börtönében.
Miután Darian és Krista kapcsolata elmélyül, Nadine-ra még nagyobb nyomás nehezedik. Saját bizonytalansága miatt azonban Erwinnel nem jön létre a kapcsolatuk, pedig nagyon jól kijönnek egymással, és majdnem csókolóznak egy vidámpark óriáskerekén. Azt követően, hogy Erwin házában újra találkoznak, kapcsolatuk tovább fejlődik, kezdetben csak plátói szinten. Nadine meghívást kap egy rövidfilmfesztiválra, amit boldogan elfogad.
A Nadine és Krista közötti összecsapás végül barátságuk megszakadásához vezet, mivel Krista Nadine ultimátuma után Darian mellett dönt. Elkeseredésében Nadine egyre intenzívebben fordul Max Bruner történelemtanár felé, akivel idővel szoros kötődés alakul ki. Benne talál valakit, akivel megbeszélheti aggodalmait és félelmeit, annak ellenére, hogy mindkét fél szarkasztikus és maró megjegyzéseket tesz a másikra. A Brunerrel folytatott beszélgetések mellett Nadine mégis magányosnak érzi magát, mert hiányzik neki a Kristával való barátsága.
Amikor Mona egyik reggel iskolába viszi Nadine-t, a kocsiban heves vitába keverednek, aminek következtében Mona minden további nélkül elviszi Nadine-t a munkahelyére. A vita elmérgesedik, Nadine ellopja anyja kocsikulcsát, és elhajt. Teljesen feldúltan, izgalmában véletlenül egy kéjes üzenetet küld Nicknek. A nő rémülten rohan Brunerhez, és segítséget kér tőle. Nem sokkal később választ kap Nick-től, aki randira hívja. Amikor ez néhány órával később teljesen meghiúsul, Nadine újra felhívja Brunert, aki elviszi őt a házába. Itt találkozik feleségével, Greerrel és kisbabájukkal, majd hosszú idő után először lát boldog családot. Miután Bruner felveszi a kapcsolatot Dariannel, és a testvérek megbeszélik a dolgokat, az évek óta tartó vita véget ér.
Másnap Nadine megbékél Kristával és az anyjával, majd elindul a rövidfilmfesztiválra, ahová Erwint is meghívta. Ott bemutatják a produkcióját, amely egy földönkívüliről szól, aki beleszeret egy lányba a gimnáziumban, de a lány visszautasítja. Az előadás után Nadine bocsánatot kér Erwintől a hosszas hezitálásért, és bevallja neki szerelmét. Erwin gratulációkat kap a sikeres premierhez a többi filmestől, akiknek bemutatja Nadine-t. A lány elmosolyodik, és végre képes megnyílni mások előtt.

## Szereplők
| Színész             | Szerep          | Magyar hang       |
| ------------------- | --------------- | ----------------- |
| Hailee Steinfeld    | Nadine Franklin | Csifó Dorina      |
| Woody Harrelson     | Max Bruner      | Stohl András      |
| Haley Lu Richardson | Krista          | Gyöngy Zsuzsa     |
| Blake Jenner        | Darian Franklin | Vecsei H. Miklós  |
| Hayden Szeto        | Erwin Kim       | Novkov Máté       |
| Kyra Sedgwick       | Mona Franklin   | Götz Anna         |
| Eric Keenleyside    | Tom Franklin    | Faragó András     |
| Alexander Calvert   | Nick Mossman    | Jéger Zsombor     |
| Nesta Cooper        | Shannon         |                   |
| Meredith Monroe     | Greer Bruner    | Nemes Takách Kata |

## Fogadtatás
A Rotten Tomatoes oldalán 94%-ot ért el 216 kritika alapján, és 7.90 pontot szerzett a tízből. A Metacritic honlapján 77 pontot szerzett a százból, 38 kritika alapján.